# Bárcena (Argentina)
Bárcena o Chorrillos es una localidad argentina ubicada en el Departamento Tumbaya de la Provincia de Jujuy. Está ubicada en la quebrada de Humahuaca, sobre la Ruta Nacional 9, 27 km al norte del centro de San Salvador de Jujuy y 9 km al sur de Volcán, de la cual depende administrativamente.

## Toponimia
El nombre de Bárcena lo debe a José Benito de la Bárcena, exgobernador de Jujuy y dueño de estas tierras, sus descendientes aún conservan algunas parcelas. El corrimiento de la Ruta 9 más al oeste afectó el desarrollo de la localidad.

## Historia
El lugar alberga una posta desde el año 1773. En 1818 se desarrolló en ella el encuentro de Armas de Chorillos. La principal actividad económica es la minería de calizas. Cuenta con puesto de salud, comisaría, escuela, energía eléctrica y templo católico.

## Geografía

### Clima
Posee contenidos de humedad bajísimos, por lo que la temperatura agradable durante el día, y luego refresca abruptamente por la noche.[cita requerida]

## Turismo
Hay cabañas para alojamiento y variadas actividades turísticas en las montañas cercanas.